# Мнюта (озеро)
Мню́та (Мнюто; бел. Мню́та) — проточное эвтрофное озеро в среднем течении одноимённой реки на севере Глубокского района Витебской области Белоруссии. Относится к бассейну Западной Двины.

## Этимология
Гидроним Мнюта представляет собой производное от имени поселения, также в белорусском языке Мнюта — уменьшительная форма имени Мина.

## Расположение
Озеро располагается на территории Плисского сельсовета, в 3,8 км севернее административного центра сельсовета — деревни Плиса и в 20 км северо-восточнее административного центра района — города Глубокое.

## Описание
Озеро округлой формы, длиной 1,31 км и максимальной шириной 1,15 км. Площадь акватории — 95 га. Урез воды находится на высоте 149,8 м над уровнем моря. Ширина надводной полосы зарастания достигает 80 м. Берега низкие, песчаные, заросшие кустарником. Есть один остров, площадью 0,3 га. Озёрная котловина эворзионного типа с преимущественно высокими склонами. Наибольшие глубина — 14,1 м, средняя — 5,2 м. Средняя мощность донных отложений составляет 2,19 м, в поверхностных слоях преобладает глинистый ил.

## Ихтиофауна
В озере водятся следующие виды рыб: лещ, уклейка обыкновенная, густера, карась золотой, карась серебряный, карп, плотва обыкновенная, красноперка, линь, ерш обыкновенный, окунь речной.